# Корсантия, Александр Валерьевич
Александр Валерьевич Корсантия (род. 18 апреля 1965, Тбилиси) — грузинский пианист. Лауреат Государственной премии Грузии в области литературы, искусства и архитектуры (1997), Государственной премии Грузии имени Шота Руставели (2018).
Окончил тбилисскую школу № 43 и Тбилисскую консерваторию (1990, класс Тенгиза Амирэджиби). В 1988 г. выиграл Сиднейский международный конкурс пианистов, в 1995-м — Международный конкурс пианистов имени Артура Рубинштейна в Тель-Авиве. С 1993 г. живёт и работает в США: занимался в фортепианной студии Александра Торадзе, затем начал преподавать сам, в настоящее время профессор Консерватории Новой Англии. В то же время Корсантия не порывает связи с Грузией: в 1999 г. он был награждён грузинским Орденом Чести, в 2003 г. грузинское телевидение сняло о нём документальный фильм; в 2004 г. Корсантия играл на церемонии инаугурации президента Грузии Михаила Саакашвили.